# أليس كاندلفت كوزما
أليس كاندلفت كوزما (حوالي 1895 - 1965 تقريبًا) كانت دبلوماسية سورية وناشطة في مجال حقوق المرأة. وهي معروفة بكونها مندوبة إلى المؤتمر الأول للأمم المتحدة جلسة لجنة الأمم المتحدة المعنية بوضع المرأة في عام 1947. كانت أيضًا أول امرأة عربية تمثل سوريا في الأمم المتحدة بعد استقلال سوريا عام 1946. أدى عملها في الدفاع عن حقوق المرأة السياسية والتعليمية في سوريا إلى بعض المساعي البارزة: تأسيس صالون أدبي في دمشق (1942)، والمساعدة في إنشاء الرابطة الوطنية للمرأة العربية ( (1945)، وقام بجولة في المعاهد التعليمية في الولايات المتحدة كمعلم عربي تكفلت به الحكومة السورية (1947).

## النشأة
ولدت أليس كاندلفت كوزما باسم أليس كاندلفت في دمشق لعائلة من حي القيمرية. هناك لا تعرف سوى القليل عن شبابها، بخلاف مدى تشابهها مع الناشطات العربيات والسوريات الأخريات، فقد مرت ببرامج التعليم التبشيري. كانت تتحدث الإنجليزية والفرنسية والعربية. كانت ذات عقيدة مسيحية. استخدمت اسم أليس كاندلفت كوزما في الأنشطة العامة بعد زواجها، مثل أثناء عملها في الأمم المتحدة، ولكنها استخدمت اسم أليس كاندلفت أثناء تواجدها في المنزل.
أكملت دراستها الإعدادية في مدرسة البطريركية الأرثوذكسية، وتابعت دراستها في بيروت في الكلية البروتستانتية السورية (اليوم الجامعة الأمريكية في بيروت). انتقلت بعد ذلك إلى مدينة نيويورك حيث حصلت على درجة الماجستير في الآداب في علم النفس التربوي والإدارة المدرسية من كلية المعلمين، جامعة كولومبيا حوالي عام 1921 أو 1922. تمت رعاية درجة الماجستير الخاصة بها في جامعة كولومبيا من خلال منحة دراسية من حكومة الولايات المتحدة.
عادت كاندلفت كوزما بعد ذلك إلى سوريا بهدف تحسين جودة التعليم للفتيات.

## المهنة والنشاط

### البدايات المهنية والمشاركة في الكونجرس
قبل تعيينها كممثلة لدى لجنة الأمم المتحدة المعنية بوضع المرأة، قامت كاندلفت كوزما بالتدريس في مدارس البنات المختلفة في العراق ولبنان وسوريا خلال عشرينيات وثلاثينيات القرن العشرين. كان أول منصب تدريسي لكندلفت كوزما في كلية بغداد المركزية للبنات. منصبها التالي كان في كلية البنات المسلمات في بيروت كمديرة. عملت أيضًا كأستاذة للتربية في كلية المعلمين بدمشق ومديرة في كلية التربية في دمشق. المدرسة الحكومية للمعلمين في بغداد، والمدرسة الوطنية الخاصة للبنات في بيروت، والمدرسة الثانوية للفنون والحرف في دمشق.
في عام 1922، أثناء وجودها في الولايات المتحدة، حضرت كانديلفت كوزما المؤتمر الدولي للمرأة في شيكاغو، حيث نددت بالإمبريالية في شكل نظام الانتداب. بصفتها رئيسة المؤتمر، ساعدت كاندلفت كوزما في الإعداد لمؤتمر المرأة العربية للدفاع عن فلسطين عام 1938. في عام 1939، انضم كاندلفت كوزما إلى وزارة التربية والتعليم في سوريا. شاركت في تشكيل المنظمات النسائية والإشراف عليها. من خلال التدريب والخبرة في قطاع التعليم، ركزت كاندلفت كوزما على هؤلاء النساء كان على المنظمات تدريب المعلمين. علاوة على ذلك، شاركت كانديلفت كوزما في حملات من أجل حق المرأة في التصويت.

### النشاط
في عام 1945، أصبحت كاندلفت كوزما أول رئيسة ومؤسسة مشاركة للرابطة الوطنية للمرأة العربية. خلال هذا الوقت، لوحظ أنها دافعت عن حق المرأة في التصويت والترشح لمنصب مكتب للزعماء العرب. في عام 1946، شاركت في لجنة التحقيق الأنجلو أمريكية بشأن فلسطين. حيث كلفتها بإدارة الشؤون الاجتماعية أثناء الامتحانات السياسية لفلسطين بعد الحرب العالمية الثانية، لوحظ أن كاندلفت كوزما كانت المرأة الوحيدة التي أدلت بشهادتها أمام اللجنة الأنجلو أمريكية.

### جولات خطابية في الولايات المتحدة
في عام 1947، بعد عام واحد من استقلال سوريا، كان أحد الإجراءات الأولى للدولة المستقلة حديثًا هو إرسال كاندلفت كوزما (ناشطة ذو خبرة ومدافعة عن التعليم في ذلك الوقت) إلى الولايات المتحدة في جولة محاضرات من أجل رفع مستوى الوعي. لوضع المرأة العربية. حصلت كاندلفت كوزما على زمالة المعلم من معهد التعليم الدولي (IIE) فيما يتعلق بمجال الشؤون العربية. أتاحت هذه الزمالة لـقندلفت كوزما الفرصة والوسائل لإلقاء خطابات مناصرة في جميع أنحاء الولايات المتحدة. في مايو 1947، سافرت كانديلفت كوزما عبر المعاهد التعليمية في الولايات المتحدة لإلقاء خطاباتها. وشملت وجهاتها كلية ميريديث في رالي (كارولاينا الشمالية) وكلية المعلمين بولاية كوتزتاون في كوتتاون (بنسيلفانيا).
بعدالأشهر الأولى من جولات إلقاء الخطابات في جميع أنحاء الولايات المتحدة، في أغسطس 1947، سافر كاندلفت كوزما إلى جامعة إلينوي الجنوبية في كاربونديل، إلينوي لإلقاء خطاب آخر. مدافعة مدى الحياة عن حقوق المرأة في سوريا، وقد تضمن محتوى خطاباتها موضوعات الواقع السياسي في العالم العربي، والاستقلال العربي، وجزء أخير تم تخصيصه للإجابة على الأسئلة التي طرحها الجمهور حول حقوق المرأة في الشرق الأوسط.

### المشاركة في لجنة الأمم المتحدة المعنية بوضع المرأة
بالإضافة إلى الولايات التي سافرت إليها لإلقاء خطاباتها، سافرت كاندلفت كوزما أيضًا إلى مدينة نيويورك في عام 1947، بصفتها ممثلة سوريا في لجنة الأمم المتحدة المعنية بوضع المرأة. أُدرجت كامرأة رفيعة المستوى في مجال التعليم في بغداد، رشحت كاندلفت كوزما من قبل الحكومة السورية للذهاب إلى الأمم المتحدة من أجل ضمان حقوق المرأة وحمايتها في سوريا، مما يجعلها أول ممثلة سورية في لجنة وضع المرأة ( لجنة الأمم المتحدة المعنية بوضع المرأة) وأول امرأة عربية تمثل سوريا في الأمم المتحدة. كأول ممثلة للحكومة السورية لدى الأمم المتحدة، كانت إحدى مسؤولياتها هي مواجهة الصور النمطية الدولية التي تحيط بوضع المرأة في سوريا والدول المجاورة لها.
خلال الاجتماع الأول للجنة وضع المرأة، أعربت عن اسم اللجنة باعتباره مبسطًا للغاية. كما أعربت عن تفضيلها استخدام النسخة الأصلية للصياغة (لجنة وضع الحقوق المدنية والسياسية والاقتصادية للمرأة) بدلاً من اسمها الحالي دون جدوى. في يناير 1948، أصبح كانديلفت كوزما مقررًا للجنة وضع المرأة. كانت المقررة الثانية للجنة وضع المرأة بعد أنجيلا خوري. كما شاركت كاندلفت كوزما في تنظيم الدورة الثالثة للجنة وضع المرأة التي انعقدت عام 1948 في بيروت.
عملت كاندلفت كوزما في الأمم المتحدة حتى عام 1952، وبعد ذلك عادت إلى سوريا. في سوريا، شاركت كاندلفت كوزما في حملات من أجل حق المرأة في التصويت. مُنحت المرأة في سوريا حق التصويت في عام 1949.

## تراث
في عام 1933، كتب كانديلفت كوزما مقالًا يتحدى الإمبريالية والاستعمار، والذي كان استمرارًا لخطاب ألقته والمعروف باسم "العالم كما هو" وكما يمكن أن يكون”، أثناء تمثيل سورية في اجتماعات المؤتمر الدولي للمرأة في شيكاغو خلال نفس العام. هذه التأملات، "العالم كما هو" "وكما يمكن أن يستمر"، تضمنها في عمود كتبته ريبيكا ستيليس تايلور(صحفية أمريكية كانت تكتب لصحيفة شيكاغو المدافع في ذلك الوقت). في يناير وفبراير 1942، خصصت تايلور أربعة أعمدة لوجهات نظر النساء من جميع أنحاء العالم. كانت كانديلفت كوزما هي محور العمود الأخير.
في عام 1942، شارك كاندلفت كوزما في تأسيس صالون أدبي سياسي في دمشق في فندق عمية مع مدني الخيامي. وكان الأول من نوعه في سوريا. أبرز الكتاب السوريين والتقى هنا سياسيون منهم صلاح الدين البيطار، عمر أبو ريشة، ميشال عفلق، فخري البارودي، و محمد سليمان الأحمد. كان الصالون مكانًا لتجمع المثقفين السوريين طوال الأربعينيات والخمسينيات من القرن الماضي لمناقشة ومناقشة الفلسفة وحالة السياسة الداخلية السورية. كما شارك كاندلفت كوزما في الاجتماع التأسيسي الأول لحزب البعث العربي الاشتراكي (سوريا).

## الموت والدفن
توفيت أليس كاندلفت كوزما في منتصف الستينيات في بيروت، لبنان (التاريخ الدقيق غير معروف)، حيث دُفنت الآن. اشتهرت كاندلفت كوزما بدورها في الدفاع عن حقوق الإنسان. للحركة النسوية من أجل التعليم وحق التصويت في سوريا.

## أنظر أيضاً
- نورا بيرقداريان
- زينو محاميد
- عماد سلامة